# Nicholas megye (Kentucky)
Nicholas megye az Amerikai Egyesült Államokban, azon belül Kentucky államban található. Megyeszékhelye és legnagyobb városa Carlisle. Lakosainak száma 7537 fő (2020. április 1.). Nicholas megye Robertson, Fleming, Bath, Montgomery, Bourbon és Harrison megyékkel határos.

## Népesség
A megye népességének változása:
| Lakosok száma | 7127 | 7102 | 7034 | 7039 | 7131 | 7537 |
|               | 2010 | 2011 | 2012 | 2013 | 2015 | 2020 |